# کلاود اروین راسک
کلاود اوینگ راسک (Claude Ewing Rusk) (20 نوامبر، ۱۸۷۱ – ۳ فوریه، ۱۹۳۱) که همچنین به نام سی.ای. راسک (C. E. Rusk) شناخته می‌شود، یک کوهنورد، وکیل و مؤلف اهل واشینگتن بود که مسیرهای کوه ادامز، کوه بیکر و قله یخچال (Glacier Peak) را نخستین بار طی نمود. او همچنین بسیاری قله‌های دیگر در واشینگتن، اورگن و کالیفرنیا را نیز پیموده است.

## زندگی شخصی

### اوایل زندگی
راسک در ۲۹ نوامبر سال ۱۸۷۱ میلادی در شهر ناکس، ایلینوی در خانواده جیمز ای. و جوزی ای. راسک چشم به جهان گشود. خانواده او در پاییز سال ۱۸۷۴ از ایلینوی به ایالت واشینگتن عزیمت کردند و در شرق ایالت کلیکتات در ناحیه معروف به وود گلچ اقامت گزیدند. در سال ۱۸۷۸ لیه، یگانه خواهر راسک به دنیا آمد. پس از سپری کردن چندین سال در این محل، به دامنه تپه‌های کلمبیا در قسمت پایینی دریه کلیکتات و در نزدیکی واریک نقل مکان کردند. سال بعد، پدر راسک ایستگاه هپی هوم (Happy Home) را ساخت. راسک نیز غالباَ به بالای تپه‌های کلمبیا می‌رفت تا به قله‌های رشته کوه کسکیدز نگاه کند. خانواده او در این محل تا ۱۵ سالگی راسک زندگی کردند. آن‌ها سپس در ژانویه سال ۱۸۸۷ به خانهٔ در سواحل دریای کلیکتات در نزدیکی سودا اسپرینگس نقل مکان نمودند.

### حرفه
راسک در مدرسه دولتی درس خواند و در سال ۱۸۸۸ که در آن زمان ۱۷ سال سن داشت کار خود را به عنوان استاد در مدرسه کاماس پریری (Camas Prairie) در دره گلین‌وود آغاز کرد. او سپس تا سال ۱۸۹۲ در مدرسه کراس‌رود (Crossroads) خارج از گلدندیل (Goldendale) تدریس کرد تا این‌که سردبیر " Goldendale Courier" شد. او این کار را تا یک سال ادامه و به کار تدریس خود بازگشت. راسک تقریباً در همان زمان در دفتر نلسون بی. بروکس و سنور تحصیل خود در را رشته حقوق آغاز کرد. در ۳۰ اکتبر سال ۱۸۹۸، راسک با راچل ان. گیلمور، از فرزندان نخبگان، ازدواج کرد. او سپس در سال ۱۹۰۲ تحصیل خود را در رشته حقوق را تکمیل کرد و در کانون وکلای ایالت واشینگتن پذیرفته شد. بدین ترتیب، راسک در سال ۱۹۰۲ یکی از عضای مؤسس کلپ آلپاین آمریکا بود. راسک و خانم او در سال ۱۹۰۳ به همیلتون، واشینگتن نقل مکان کردند ولی قبل از عزیمت به خلیج چالن (Lake Chelan) و خریدن یک خانه در امتداد ناحیه دورافتاده خلیج، تنها یک سال در آنجا ماندند. راسک عضویت کلپ مازاماس را به‌دست‌آورد و تا سال ۱۹۱۰ در شهر چلان وکالت کرد. هنگامی‌که خانواده او در خلیج چلان می‌زیستند، رودنی ال. راسک (Rodney L. Rusk)، تنها پسری آن‌ها در ۱۰ ژوئن سال ۱۹۰۵ به دنیا آمد.
او در سال ۱۹۱۰ سفر کوهنوردی را به کوه مک‌کینلی رهبری کرد و هنگامی‌که از آن بازگشت به منطقه گرنت پاس در شهر اورگن نقل مکان کرد؛ محل که پدر و مادرش در آنجا زندگی می‌کردند. راسک در آنجا به والدینش از طریق کار کردن در معدن طلای لکی اسپات (Lucky Spot) کمک کرد. او در سال ۱۹۱۲ به دره یاکیما در واشینگتن مجدداً نقل مکان نمود و متعاقباً سردبیر روزنامه بنتون ایندیپیندنت (Benton Independent) که در شهر پروسر منتشر می‌شد، تعیین گردید. راسک در این سمت قبل از فروش روزنامه و فعالیت مجدد در بخش وکالت یک سال را سپری کرد. او هنگامی‌که در یک دوره چهار ساله به عنوان گیرنده در اداره اراضی ایالات متحده، یاکیما مقرر شد، کار خود را تا بهار سال ۱۹۱۵ ادامه داد و مدتی که در یاکیما بود، به یک حامی محیط زیست مبدل شد. از جمله ستایش‌گران تئودور روزولت بود و مبارزهٔ را آغاز کرد تا کوه ادامز را به «پارک ملی» تبدیل کند. او احساس کرد که زمان مناسب فرار رسیده‌است تا این محل به عنوان پارک ملی به رسمیت شناخته شود، زیرا مستحق آنست. راسک در سال ۱۹۱۹ رساله کوتاهی را تحت نام کوه ادامز – نگهبان سر به فلک کشیده حوضه کلمبیا پایین (Mount Adams–Towering Sentinel of the Lower Columbia Basin) نوشت که در آن خواست خود را برای اعلام شدن پارک ملی یاکیما مطرح کرد. او در سال ۱۹۲۰ اعضای مؤسس کلپ کوهنوردی کسکدینز بود که به عنوان رئیس این نهاد تعیین شد. متعاقباً او به عنوان رئیس کمیته رهبری کوهنوردی ایفای وظیفه نمود و با برخی دوستان نزدیک‌اش در جریان تصدی این بست دیدار کرد. در سال ۱۹۲۲، اعضای کسکدینز یک تبر یخ‌شکن سوئیسی را به عنوان هدیهٔ برای رهبری الهام‌بخش و نخستین رئیس کلپ، برای او اهدا کردند.

### اواخر زندگی
پدر راسک در سال ۱۹۲۳ درگذشت و راسک دو باره به گرنتس پاس رفت. پس از این بازگشت، او دوباره فعالیت وکالت‌ش را شروع کرد. در سال ۱۹۲۴، او داستان‌های کوهنورد غربی را به رشته تحریر درآورد و تنها کتابی از او بود که منتشر شد. بعد از آن‌که کتابش منتشر شد، راسک کتابِ دیگری را تحت نام «آتش اردوگاه درخت‌زار» نوشت. کلکسیون مقالات و داستان‌های کوتاه او هرگز منتشر شد، به استثنای یک فصل، «داستان شگفت‌آور ابی لنکن» که در سال ۱۹۴۶ در مجله آمریکایی آلپاین منتشر شد. پس از گذشت مدتی در گرنتس پاس، راسک به عنوان قاضی صلح منصوب شد. او به عنوان طرف‌دار منع مسکرات (prohibitionist) شناخته می‌شد و کتاب را به سمت پرچون فروشان مشروبات می‌انداخت. افزون بر تصدی بست قاضی صلح، راسک آخر هفته‌ها در معدن لکی اسپات پدرش کار می‌کرد که ۱۴ مایل می‌رفت و برمی‌گشت. راسک در سال ۱۹۳۰ سعی کرد تا سفر کوهنوردی را به کوه سنت الیاس سازمان‌دهی کند؛ ولی هیچ‌کسی قادر نبود او را در این سفر همراهی کند، همین بود که او خود به تنهایی راه سفر را در پیش گرفت. در جریان این سفر، او به سرماخوردگی گرفتار شد که به گفته راسک دچار مشکلات قلبی شد و در ۲ فوریه ۱۹۳۱ بر اثر بیماری قلبی در گرانس پاس، اورگن در گذشت. راسک حدود دو ماه قبل از مرگ‌اش وصیت کرده بود تا برخی اعضای کسکدینز خاکستر جسد او را انتقال دهند و در سنگ‌چینِ در قلهٔ کوه دوست داشتنی او؛ کوه ادامز بگذارند. بعد از آن‌که مرگش فرارسید، کلارنس ترویت و کلارنس استارچر این وصیت راسک را در ۲۷ ژوئیه سال ۱۹۳۱ به‌جا آوردند. این بنای تاریخی کوچک تا اکنون پابرجاست.

## حرفه کوهنوردی
حرفه کوهنوردی راسک باعث شد تا او سراسر سواحل غربی ایالات متحده را طی کند و این شغل محبوب خود را از سال ۱۸۸۹ الی ۱۹۳۰ ادامه داد. او طی سفرهای متعدداش با افراد زیادی دیدار کرد؛ هرچند برخی محدود آن‌ها دوست نزدیک راسک شدند و از زندگی شخصی او چیزهای را دانستند. آن‌عده افراد معدودی که او را می‌شناختند، راسک را یکی از متخصص‌ترین و شجاع‌ترین کوهنوردان غرب توصیف کردند. او در حالی‌که در شرایط خطرناک و هلاکت‌باری قرار گرفت، در جریان بالا شدن با حوادث اندکی مواجه شد و حتی سایر دوستانش را نیز از چنین شرایطی شدیداً خطرناک حفاظت کرد. راسک همچنین دربارهٔ شغل خود فخرفروشی نمی‌کرد و در واقع صرف جواب‌های حقیقی را دربارهٔ حوادث و چالش‌های کوهنوردی ارائه می‌نمود. او در کار خود راسخ و مستحکم بود و در همان حال درتعامل به دیگران با طبع و خلق خوش رفتار می‌کرد. رکس به دلیل بالا شدن مکرر و کشف نواحی اطراف کوه ادامز، بیشتر معروف و شناخته شد.

## کتابشناسی
- Rusk, Claude Ewing (1978) [1924]. Tales of a Western Mountaineer (1st ed.). Seattle, Washington: The Mountaineers. ISBN 0-916890-62-7. LCCN 78054427. OCLC 4667368. OL 11004497M. Retrieved March 29, 2016.
- Lloyd, Darryl (1978). Portrait of C. E. Rusk (1st ed.). Seattle, Washington: The Mountaineers. ISBN 0-916890-62-7. LCCN 78054427. OCLC 4667368.
- Metcalfe, Gertrude (September 1910).  Wells, William Bittle; Pease, Lute (eds.). "Mount McKinley and the Mazama Expedition". The Pacific Monthly. Vol. 24, no. 3. Portland, Oregon: Pacific Monthly Publishing Company. pp. 255–265. Retrieved March 29, 2016.
- Rusk, Claude Ewing (October 1910).  Wells, William Bittle; Pease, Lute (eds.). "On the Trail of Dr. Cook: Part I". The Pacific Monthly. Vol. 24, no. 4. Portland, Oregon: Pacific Monthly Publishing Company. pp. 430–442. Retrieved March 29, 2016.
- Rusk, Claude Ewing (November 1910).  Wells, William Bittle; Pease, Lute (eds.). "On the Trail of Dr. Cook: Part II". The Pacific Monthly. Vol. 24, no. 5. Portland, Oregon: Pacific Monthly Publishing Company. pp. 472–486. Retrieved March 29, 2016.
- Rusk, Claude Ewing (January 1911).  Wells, William Bittle; Pease, Lute (eds.). "On the Trail of Dr. Cook: Part III". The Pacific Monthly. Vol. 25, no. 1. Portland, Oregon: Pacific Monthly Publishing Company. pp. 48–62. Retrieved March 29, 2016.
- Winchester, J. W. (March 1911).  Wells, William Bittle; Pease, Lute (eds.). "Dr. Cook, Faker". The Pacific Monthly. Vol. 25, no. 3. Portland, Oregon: Pacific Monthly Publishing Company. pp. 251–256. Retrieved March 29, 2016.
- Lyman, William Denison (1919). History of the Yakima Valley, Washington: Comprising Yakima, Kittitas, and Benton Counties (1st ed.). Seattle, Washington: The S. J. Clarke Publishing Co. pp. 741–742. Retrieved March 29, 2016.
- "Rusk, Klickitat Pioneer, Passes". The Klickitat County Agriculturist. Goldendale, Washington. February 13, 1931.
- "Local News". The Goldendale Sentinel. Goldendale, Washington. February 12, 1931.
- Reid, Harry Fielding (July 1906). "Studies of the Glaciers of Mount Hood and Mount Adams". Zeitschrift für Gletscherkunde, für Eiszeitforschung und Geschicte des Klimas. Annales de Glaciologie. Annals of Glaciology. Annali di Glaciologia. Berlin, Germany: Verlag von Gebrüder Bokntraeger. 1 (2): 113–131. Retrieved February 17, 2016.
- Reid, Harry Fielding (December 1905). "The Glaciers of Mt. Hood and Mt. Adams". Mazama. Portland, OR: Mazamas. 2 (4): 194–200. Retrieved February 17, 2016.
- Coursen, Edgar E. (December 1921). "The Mount Adams Outing of the Cascadians". Mazama. Portland, OR: Mazamas. 6 (2): 46–47. Retrieved February 17, 2016.
- Lyman, William Denison (July 1903). "Mount Adams Outing, 1902". Mazama. Portland, OR: Mazamas. 2 (3): 164–175. Retrieved March 29, 2016.
- Rusk, Claude Ewing (July 1892).  Harte, Bret (ed.). "The Fourth of July on Mount Adams". The Overland Monthly. Vol. 20, no. 115. San Francisco, California: Overland Monthly Publishing Company. pp. 92–97. Retrieved March 29, 2016.
- Rusk, Claude Ewing (July 1892). "Illuminating Mount Adams". The Great Divide.
- Metcalfe, Gertrude (December 1905). "The Rainier Climb". Mazama. Portland, OR: Mazamas. 2 (4): 224–234. Retrieved February 17, 2016.
- Metcalfe, Gertrude (March 1907). "List of Ascents of Mount Baker". Mazama. Portland, OR: Mazamas. 3 (1): 20–21. Retrieved February 17, 2016.
- "Note and Comment". Mazama. Portland, OR: Mazamas. 3 (1): 75. March 1907. Retrieved February 17, 2016.
- Rusk, Claude Ewing (May 1893).  Redway, Jacques W. (ed.). "The Snow Peaks of the Cascades". Goldthwaites Geographical Magazine. Vol. 5, no. 5. The Goldthwaites. pp. 182–184. Retrieved March 29, 2016.
- Nelson, L. A. (November 1910). "Record of Ascents of Glacier Peak" (PDF). The Mountaineer. Seattle, WA: Mountaineers. 3: 25–28. Retrieved March 29, 2016.
- Zimmermann, T. C. Price (1979). "Book Reviews: Tales of a Western Mountaineer". American Alpine Journal. Golden, CO: American Alpine Club. 22 (1): 331. Retrieved March 29, 2016.
- Meany, Edmond S. (April 1925). "Book Reviews: Tales of a Western Mountaineer" (PDF). The Washington Historical Quarterly. Seattle, WA: The Washington University State Historical Society. 16 (2): 153–154. Retrieved March 29, 2016.
- Beckey, Fred (2000-08-15). Cascade Alpine Guide: Climbing and High Routes. Vol. Columbia River to Stevens Pass (3rd ed.). Seattle, Washington: Mountaineers Books. pp. 56–76. ISBN 0-89886-577-8.